# Symfonie nr. 4 (Gade)
Niels Gade voltooide zijn Symfonie nr. 4 in 1851.
Zijn derde symfonie kon nog in première gaan in Leipzig, maar zijn vierde moest noodgedwongen een eerste uitvoering krijgen in Kopenhagen. De Eerste Duits-Deense Oorlog had roet in het eten gegooid van de Duitse loopbaan van de Deense componist/dirigent. Dat meningsverschil heeft niet kunnen voorkomen dat de symfonie populairder werd in Duitsland dan in Denemarken. Na de eerste uitvoering op 16 november 1851 bleef het nog twee jaar “rustig” maar in de lente van 1853 stond Niels Gade op de Leipziger bok; hij leidde het Gewandhausorchester in de Duitse première en al snel volgden meer concerten met dit werk op het repertoire. De geest van Felix Mendelssohn Bartholdy was nog niet uit Gades muziek verdwenen.
De symfonie heeft de klassieke opbouw van vier delen:
1. Andantino – Allegro vivace e grazioso
2. Andante con moto
3. Scherzo: Allegro, ma non troppo e tranquillamente
4. Finale: Allegro molto vivace.

Gade schreef zijn symfonie voor
- 2 dwarsfluiten, 2 hobo’s, 2 klarinetten, 2 fagotten
- 4 hoorns, 2 trompetten
- pauken
- violen, altviolen, celli, contrabassen

## Discografie
- Uitgave Chandos: Christopher Hogwood met het Deens Radio Symfonieorkest
- Uitgave Naxos: Michel Schønwandt met het Copenhagen Collegium Musicum
- Uitgave BIS Records: Neeme Järvi met het Stockholm Sinfonietta